# Mapoyo
El mapoyo o wanai és una llengua carib que és una llengua amenaçada d'extinció, parlat encara per algunes persones en la conca del riu Suapure, molt pròxim al yabarana.
El mapoyo és una llengua de tipus ergatiu, com la major part de llengües caribes.

## Història
El grup ètnic mapoyo està format per unes 400 persones i cap a 2014 només quatre d'elles eren parlants competents de la llengua mapoyo, ja que dins de la comunitat s'usa principalment el castellà. Els mapoyos viuen al municipi Cedeño de l'estat de Bolívar, en la via que uneix a la població de Caicara del Orinoco i Puerto Ayacucho a l'estat Amazones.
La comunitat habita en habitatges de bahareque i palma prop de l'escut guaianès, les seves tècniques artesanals, la caça, pesca, sembra de la terra i el maneig de la llengua mapoyo són part important en la conservació de la seva cultura.
El 25 de novembre de 2014 va ser inclòs en la llista de Patrimoni Cultural Immaterial de la Humanitat, en la llista de salvaguarda urgent i és la primera llengua indígena veneçolana declarada per la UNESCO.